# Phytoliriomyza rieki
Phytoliriomyza rieki är en tvåvingeart som beskrevs av Spencer 1977. Phytoliriomyza rieki ingår i släktet Phytoliriomyza och familjen minerarflugor. Inga underarter finns listade i Catalogue of Life.